# Whoberley
Whoberley – dzielnica miasta Coventry, w Anglii, w West Midlands, w dystrykcie metropolitalnym Coventry. W 2011 roku dzielnica liczyła 15 903 mieszkańców.